# Richard Schmidt (Kantor)
Richard Schmidt (* 16. Juni 1877 in Oberoderwitz; † 1958 in Dresden) war ein deutscher Kantor und Organist.

## Leben
Richard Schmidt wurde 1877 als Sohn des Kantors Wilhelm Schmidt (1851–1896) und dessen Frau Auguste Helbig in Oberoderwitz, Amtshauptmannschaft Löbau, Sachsen geboren. Nach dem Besuch der Dresdner Kreuzschule (1888–1896) war er als Hilfsorganist an der Trinitatiskirche tätig. Von 1896 bis 1900 studierte er Klavier und Orgel am Königlichen Konservatorium Dresden.
Von 1900 bis 1902 arbeitete er als Korrepetitor am Sächsischen Hoftheater Dresden. Von 1901 bis 1916 war er Kantor und Organist an der Jakobikirche sowie von 1903 bis 1928 Lehrer am Dresdner Konservatorium. Von 1913 bis 1928 war er Musiklehrer an der Dresdner Kreuzschule. Von 1916 bis 1945 war er Kantor und Organist an der Erlöserkirche, wo er während seiner Militärdienstzeit durch Kantor Reiche vertreten wurde. Ab 1928 war er Lehrbeauftragter für Klavier, Orgel und Theorie an der Orchesterschule der Sächsischen Staatskapelle. Nach der Zerstörung im Zweiten Weltkrieg wirkte er unter Kantor Johannes John in der Herz-Jesu-Kirche an unzähligen Kantaten- und Oratorienaufführungen mit.
Er war Mitglied des Reichsverbandes deutscher Tonkünstler und Musiklehrer, der Neuen Bachgesellschaft und des Tonkünstlervereins Dresden.
Schmidt, evangelisch, war ab 1904 mit Elsa Röber verheiratet und Vater eines Sohnes.